# Telewizor

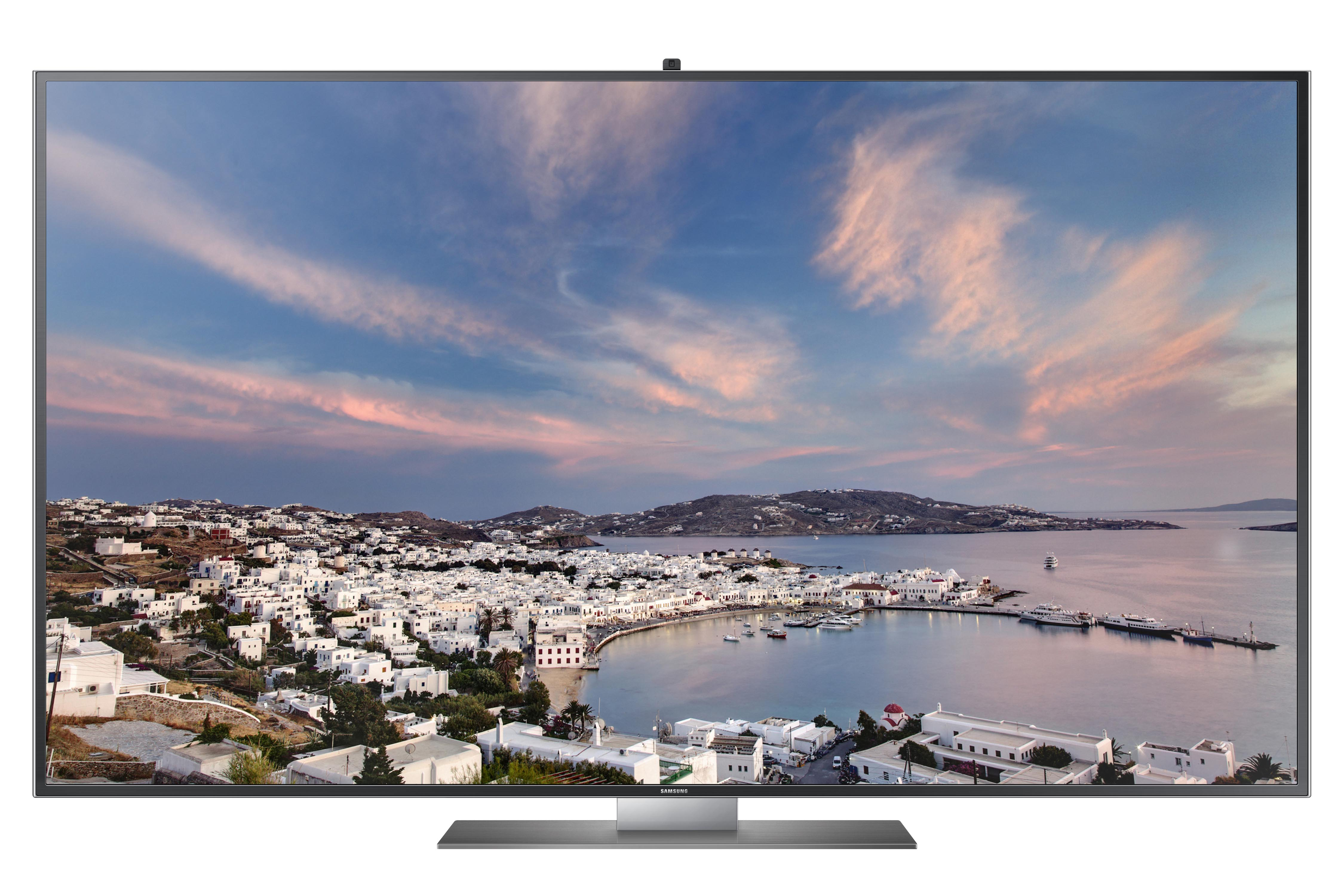
Współczesny telewizor

Telewizor, również odbiornik telewizyjny (od gr. tele „daleko” oraz łac. vīsus „widzenie”, „widok”) – urządzenie elektroniczne pozwalające na odbiór sygnału nadawanego przez telewizyjne stacje nadawcze oraz do przetwarzania ich na obraz odtwarzany na ekranie telewizyjnym.

## Transmisja analogowa
Obraz jest transmitowany w postaci analogowej linia po linii – element analizujący przesuwa się po obrazie wzdłuż linii, a wartość sygnału w danej chwili odpowiada jasności tego punktu w tej samej chwili. W typowych warunkach pasmo sygnału telewizyjnego wynosi 6.5 lub 5.5 MHz, co daje około 800 rozróżnialnych punktów w linii. W celu uniknięcia silnego migotania obraz dzieli się na dwa półobrazy (pierwszy ma tylko linie parzyste, a drugi – tylko nieparzyste), nadawane kolejno po sobie.
W skład pełnego sygnału telewizyjnego oprócz informacji o jasności (luminancji) wchodzi też informacja o kolorze (chrominancja), sygnały synchronizujące (wyznaczające początek nowej linii i nowego obrazu) oraz dźwięk.

### Systemy kodowania koloru

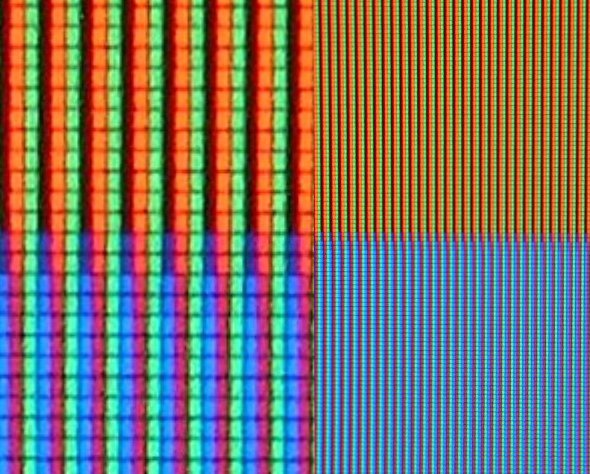
Zbliżenie Pikseli RGB
(czerwony-zielony-niebieski) w LCD TV:
po prawej – pomarańczowy i niebieski,
po lewej – większe zbliżenie

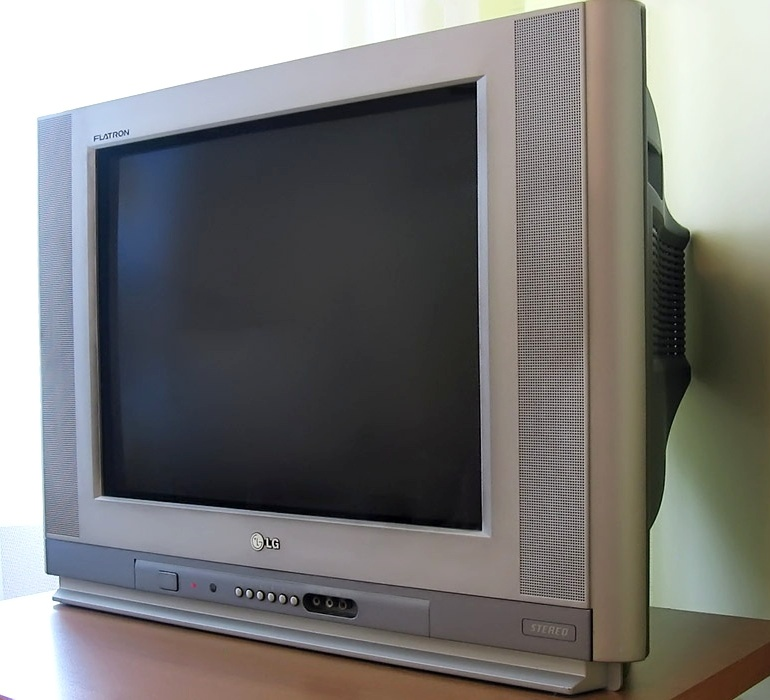
Telewizor CRT

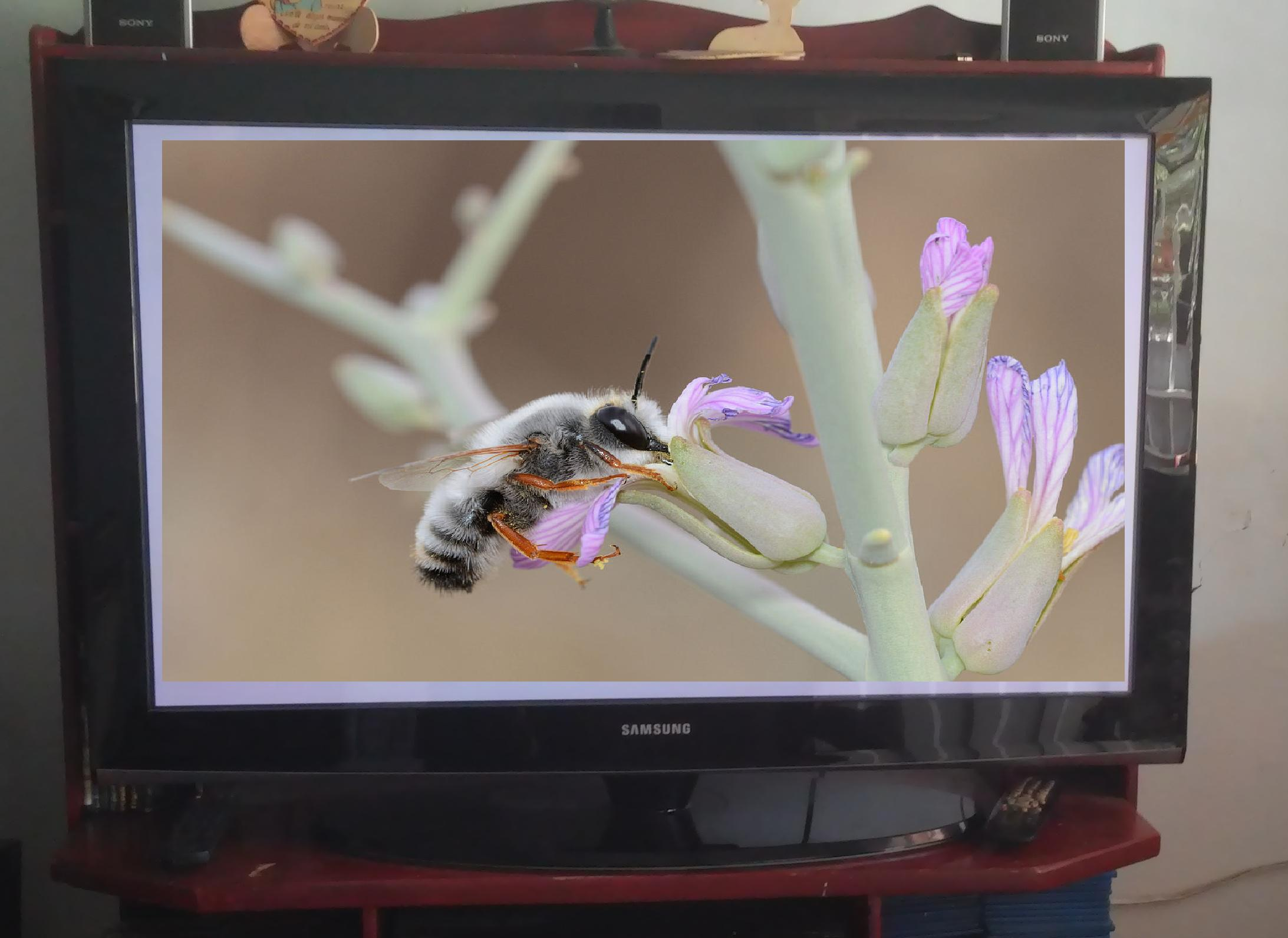
Telewizor plazmowy

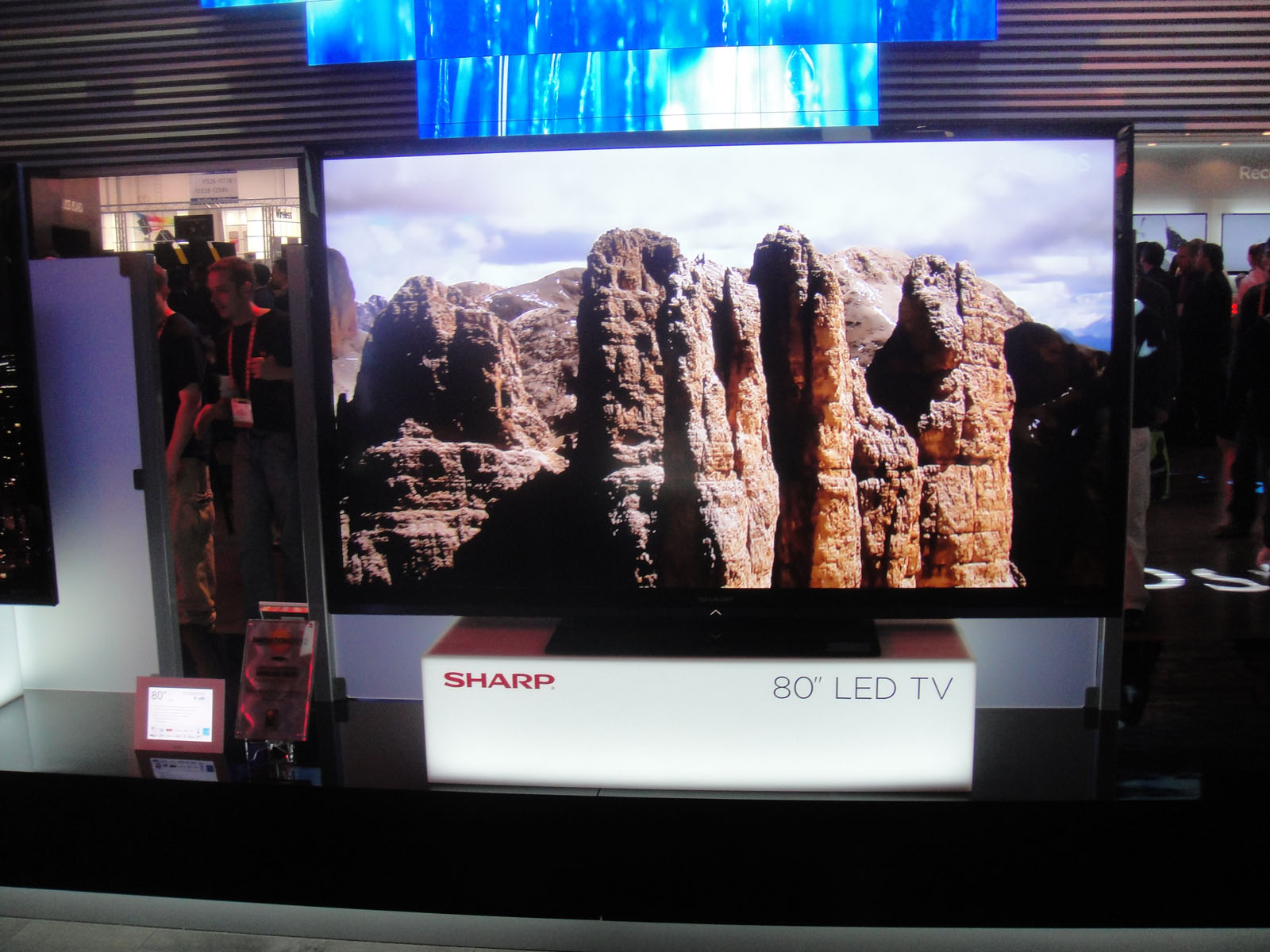
Telewizor LED

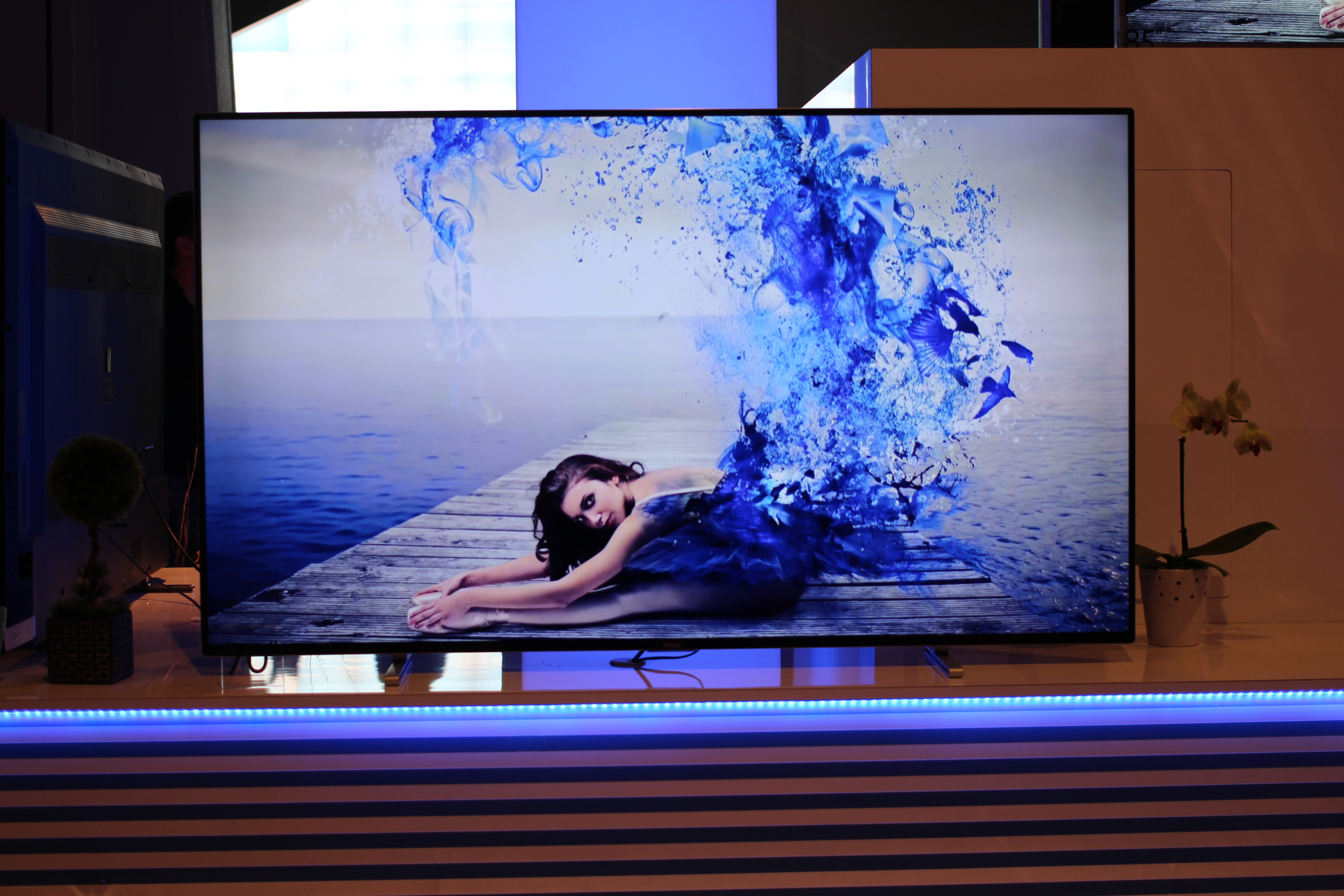
Telewizor OLED

Ponieważ początki telewizji były wyłącznie monochromatyczne (czarno-białe) to wprowadzenie do telewizji koloru wymusiło stworzenie systemu kodowania koloru w sygnale telewizyjnym. W efekcie powstały trzy systemy: PAL, SECAM i NTSC, różniące się parametrami i uzyskiwaną jakością. Ze względu na miejsce opracowania systemów kodowania koloru system NTSC (Ameryka Północna i zachodnia część Ameryki Południowej) jest używany tam, gdzie telewizja używa 30 obrazów na sekundę i 525 linii, a systemy PAL i SECAM (Europa) tam, gdzie sygnał ma 25 obrazów na sekundę i 625 linii, choć systemy kodowania koloru nie są połączone ze standardem telewizyjnym „na sztywno” (standard telewizyjny opisuje częstotliwości obrazów i linii, pasmo wizji itp., a system kodowania koloru metodę dodania koloru do sygnału monochromatycznego).
W zastosowaniach specjalnych (np. telewizja przemysłowa, SSTV) mogą być wykorzystywane inne ilości linii, obrazów lub pasmo wizji niż w telewizji konsumenckiej.

## Struktura obrazu
Najczęstszym rozwiązaniem uzyskiwania różnych kolorów jest zastosowanie mieszania barw w systemie RGB (czerwony-zielony-niebieski). Obraz składa się z bardzo dużej liczby pikseli, których kolory mogą być niezależnie zmieniane. Każdy piksel składa się z trzech części świecących w kolorach: czerwonym, zielonym i niebieskim (zobacz zdjęcie obok). Odpowiednie sterowanie intensywnościami tych składowych podpikseli powoduje powstanie wypadkowego koloru całego piksela. Kolorowi białemu odpowiada maksymalna intensywność świecenia wszystkich trzech składowych, kolorowi czarnemu – wszystkie podpiksele wygaszone.

## Synteza obrazu telewizyjnego
W odbiornikach telewizyjnych stosowane są następujące typy wyświetlaczy:
- Lampy kineskopowe (ang. CRT – Cathode Ray Tube) – obraz wyświetlany jest za pomocą kineskopu. Charakteryzują się dużymi obudowami i masą.
- Wyświetlacze ciekło-krystaliczne (LCD – Liquid Crystal Display) – oparte na matrycy z ciekłych kryształów, filtrującej białe światło podświetlające ekran, generowane np. przez diody LED.
- Wyświetlacze plazmowe (PDP – Plasma Display Panel) – oparte na świecących komórkach plazmowych.
- Wyświetlacze OLED (ang. Organic Light Emmiting Diode) – oparte na świecących diodach organicznych, mają większą skalę barw i jasność oraz nie korzystają z podświetlenia jak wyświetlacze LCD. Mają krótki czas reakcji i bardzo duży kontrast obrazu.
- Wyświetlacz laserowy (w skrócie „Laser TV”)
- Wyświetlacze FED (Field Emission Display – wyświetlacz z emisją polową) – technologia matryc w telewizorach i monitorach, łącząca cechy CRT i wyświetlaczy plazmowych, która się nie upowszechniła. Charakteryzuje się wysokim kontrastem statycznym oraz dynamicznym, wysoką jasnością, dobrym odwzorowaniem ciemnych odcieni, dużą szybkością reakcji oraz niskim poborem prądu.

## Istotne parametry telewizorów

Standardowe rozdzielczości ekranowe

- proporcje boków ekranu (21:9, 16:9 i 4:3)
- przekątna (np. 32, 43, 55, 65, 75 cali)
- rozdzielczość
- kontrast statyczny
- jasność (luminancja)
- poziom czerni
- ilość wyświetlanych kolorów (10, 12, 14, 16, 18 bitów dla 1 z 3 pikseli)
- równomierność podświetlenia matrycy np. WCG-CCFL, Direct LED
- procesor obrazu
- kąty widzenia (°)
- czas reakcji matrycy
- skaler wideo
- żywotność ekranu
- częstotliwość odświeżania obrazu (50 Hz, 60 Hz, 75 Hz, 100 Hz)
- częstotliwość dodawanych klatek (100 Hz, 200 Hz, 400 Hz, 600 Hz)
- system mocowania
- czujnik światła
- cyfrowy filtr grzebieniowy

## Funkcje w telewizorach

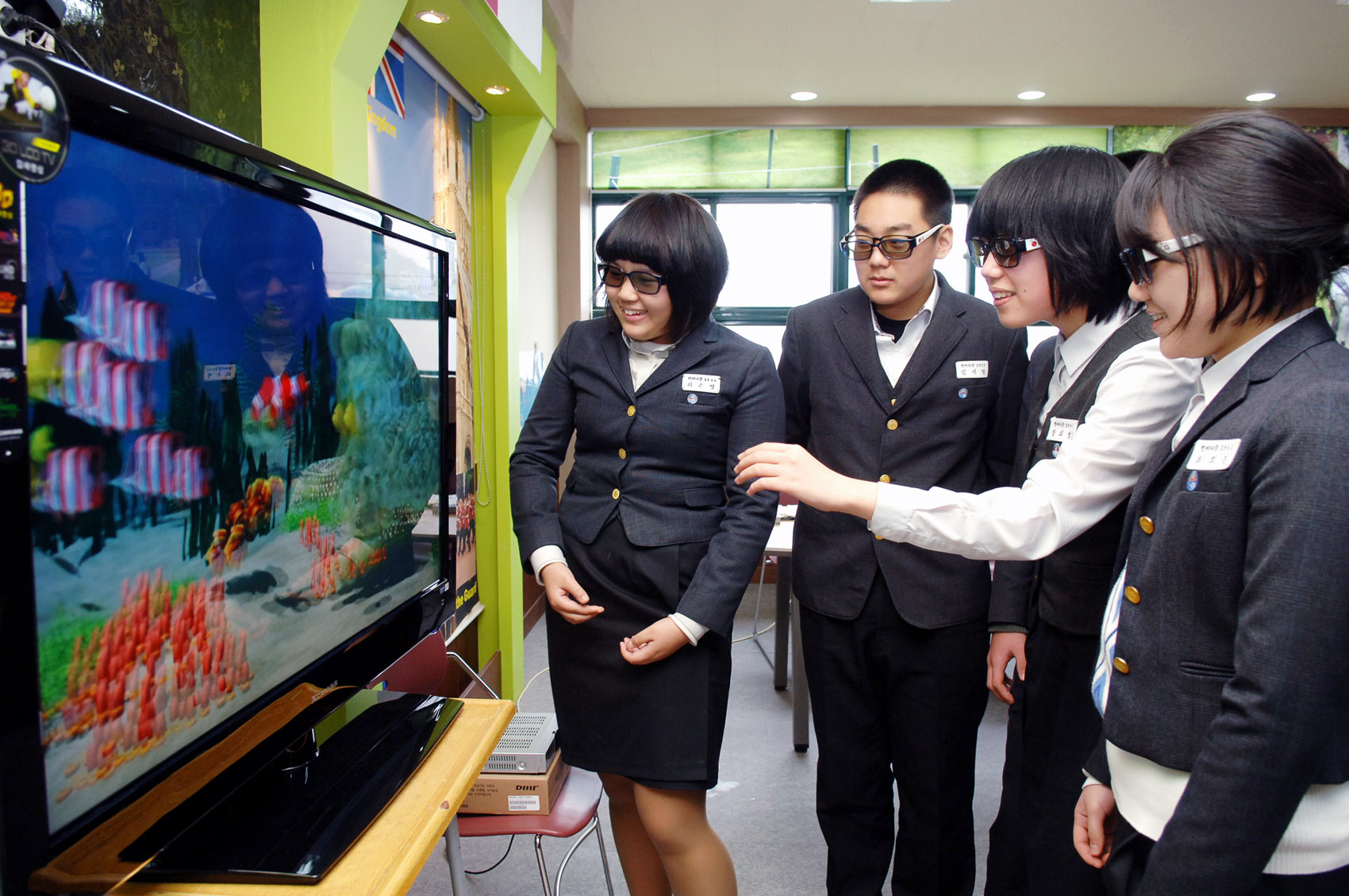
Telewizor z funkcją 3D, do którego wymagane są okulary

Klasyczne funkcje dodatkowe telewizorów obejmują:
- Teletext – sygnał cyfrowy (dołączany do emisji telewizyjnej) zawierający dane, które współczesne odbiorniki telewizyjne interpretują jako tekst. W teletekście nadawcy telewizyjni zamieszczają program telewizyjny (zazwyczaj strona 300), bieżące informacje, serwis pogodowy, sportowy, ogłoszeniowy itp. Teletekst pozwala także wyświetlać napisy (listę dialogową) do emitowanych filmów.
- Dynamic Channel Index – umożliwia podgląd kilku stacji jednocześnie, funkcja ułatwia wybór programów telewizyjnych.
- CATS – system automatycznej regulacji kontrastu, umożliwia dopasowanie do warunków otoczenia.
- Freeze – stop klatka, pozwala zatrzymać na ekranie („zamrozić”) widziany obraz.
- Hyperband – dodatkowe pasmo telewizyjne zawierające kanały wykorzystywane przez telewizję kablową.
- PaP (ang. Picture and Picture) – obraz i obraz, ekran podzielony na dwie części umożliwia oglądanie np. dwóch programów równocześnie, wymaga wówczas dwóch tunerów.
- PaT (ang. Picture and Text) – obraz i tekst, po jednej stronie ekranu jest wyświetlany teletekst oglądanego kanału, natomiast obraz jest nadal wyświetlany z drugiej strony.
- PiP (ang. Picture in Picture) – obraz w obrazie, wyświetlanie małego obrazu z drugiego źródła na tle pełnego ekranu, wymaga dwóch źródeł sygnału (tunerów)[6].
- PoP (ang. Picture outside Picture) – obraz poza obrazem, umożliwia oglądanie jednocześnie dwóch obrazów z różnych źródeł np. oglądanie filmu odtwarzanego z DVD i jednoczesny podgląd programu telewizyjnego lub oglądanie telewizji w małym oknie i pracę na komputerze[7].
- Przeglądarka USB
- Tryb PC – praca jako monitor komputera – wymaga analogowego lub cyfrowego wejścia sygnału z komputera.
- współpraca z innymi urządzeniami jak magnetowidy, DVD, aparaty cyfrowe, TV satelitarna, TV kablowa, kamery.
- funkcje zoom

Nowsze telewizory, np. Smart TV, mają znacznie większe możliwości, zależne od modelu.

## Ewolucja telewizorów na przestrzeni dziejów

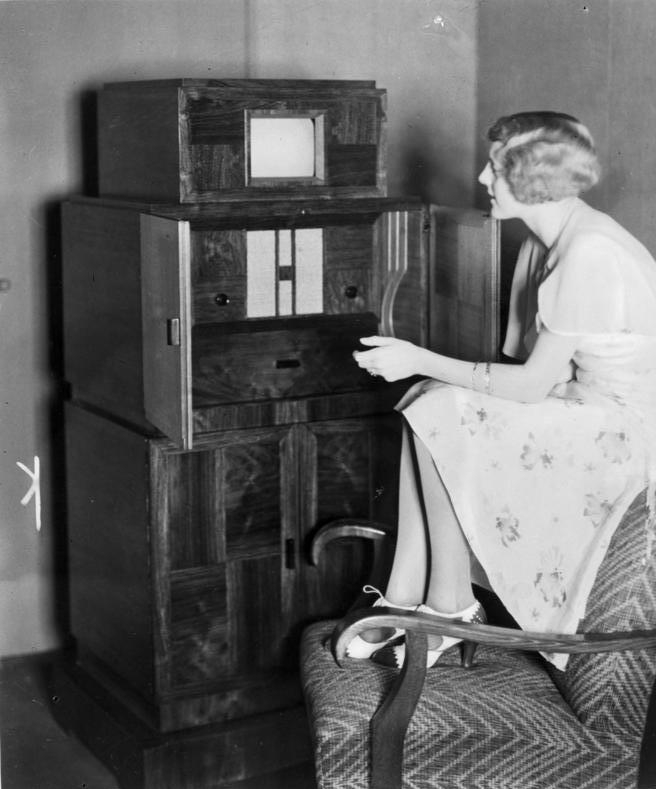
Zestaw telewizora (na szczycie) i radia produkcji Telefunkena, fot. 1933
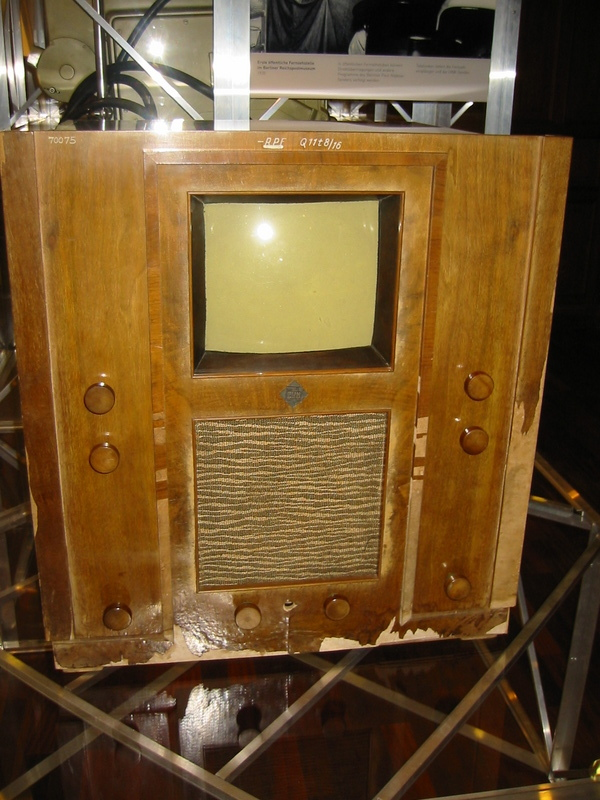
Telewizor Telefunken z 1936
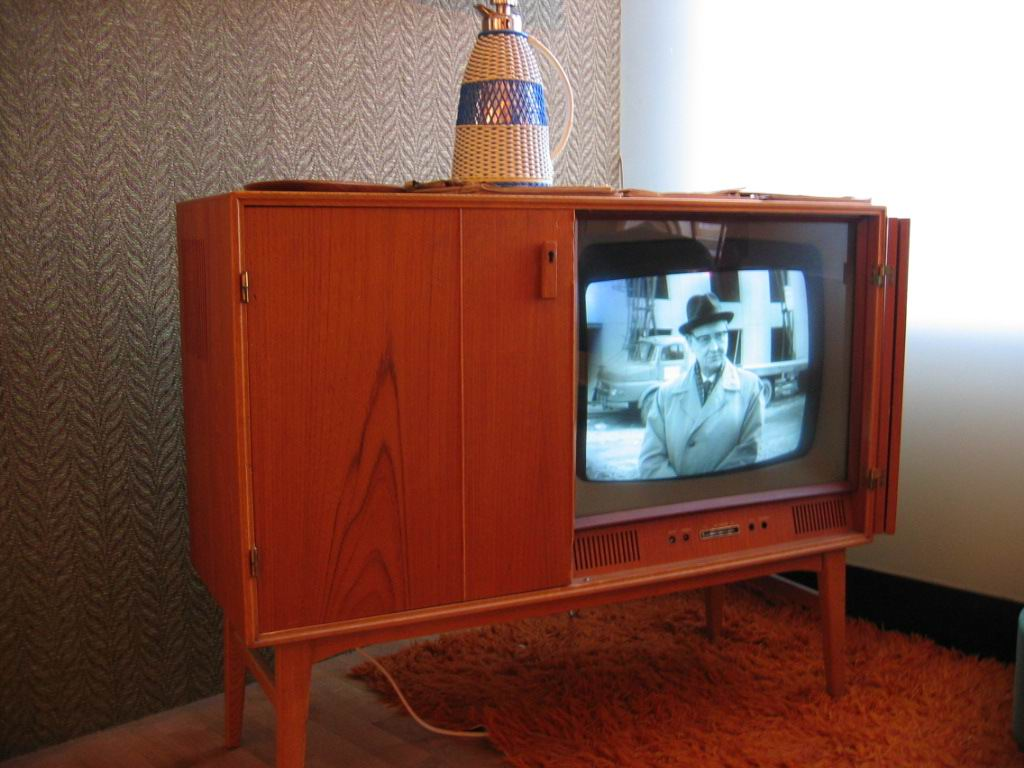
Telewizor z lat pięćdziesiątych., wbudowany w szafkę
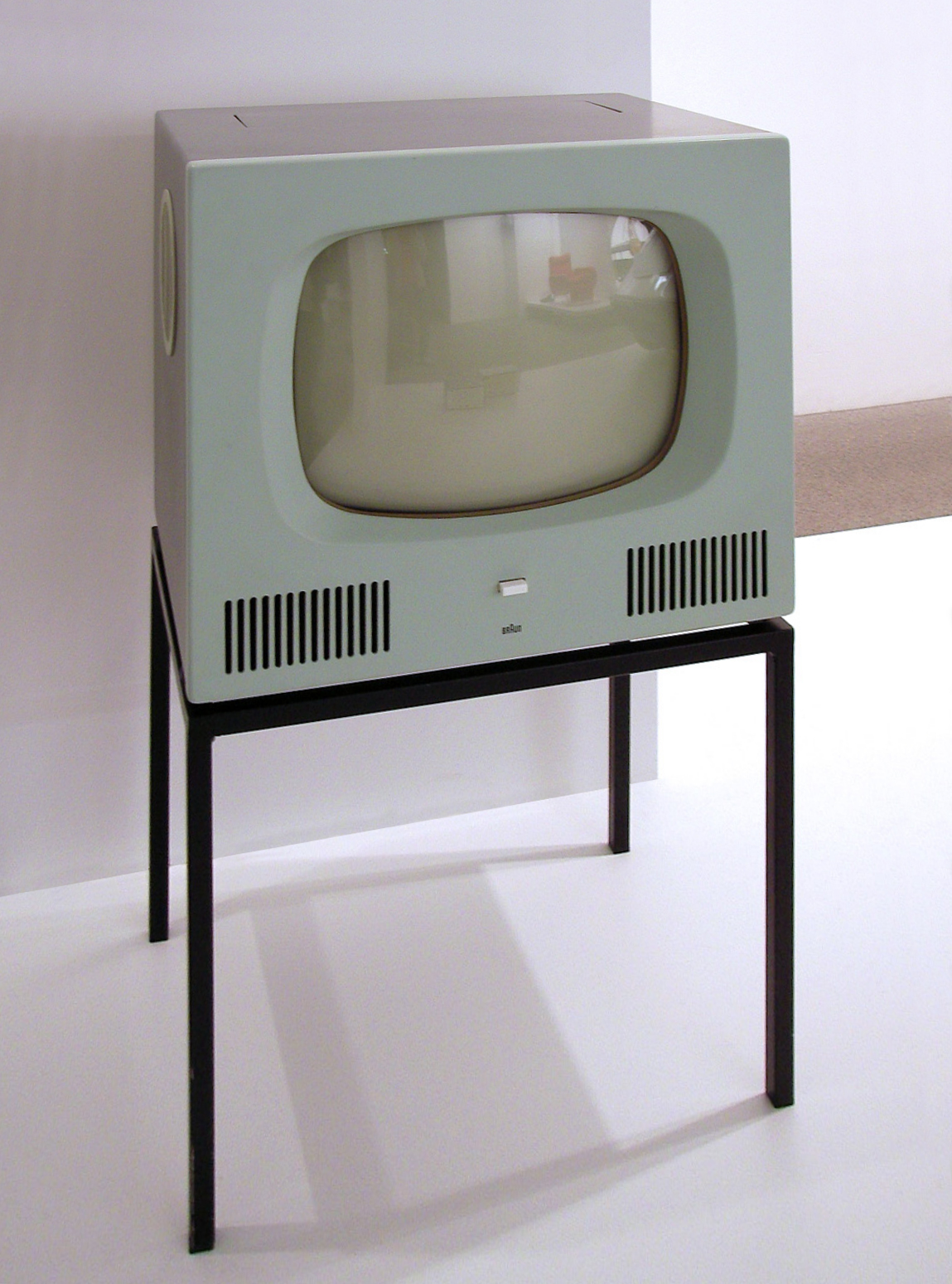
Futurystyczny telewizor marki Braun z 1958
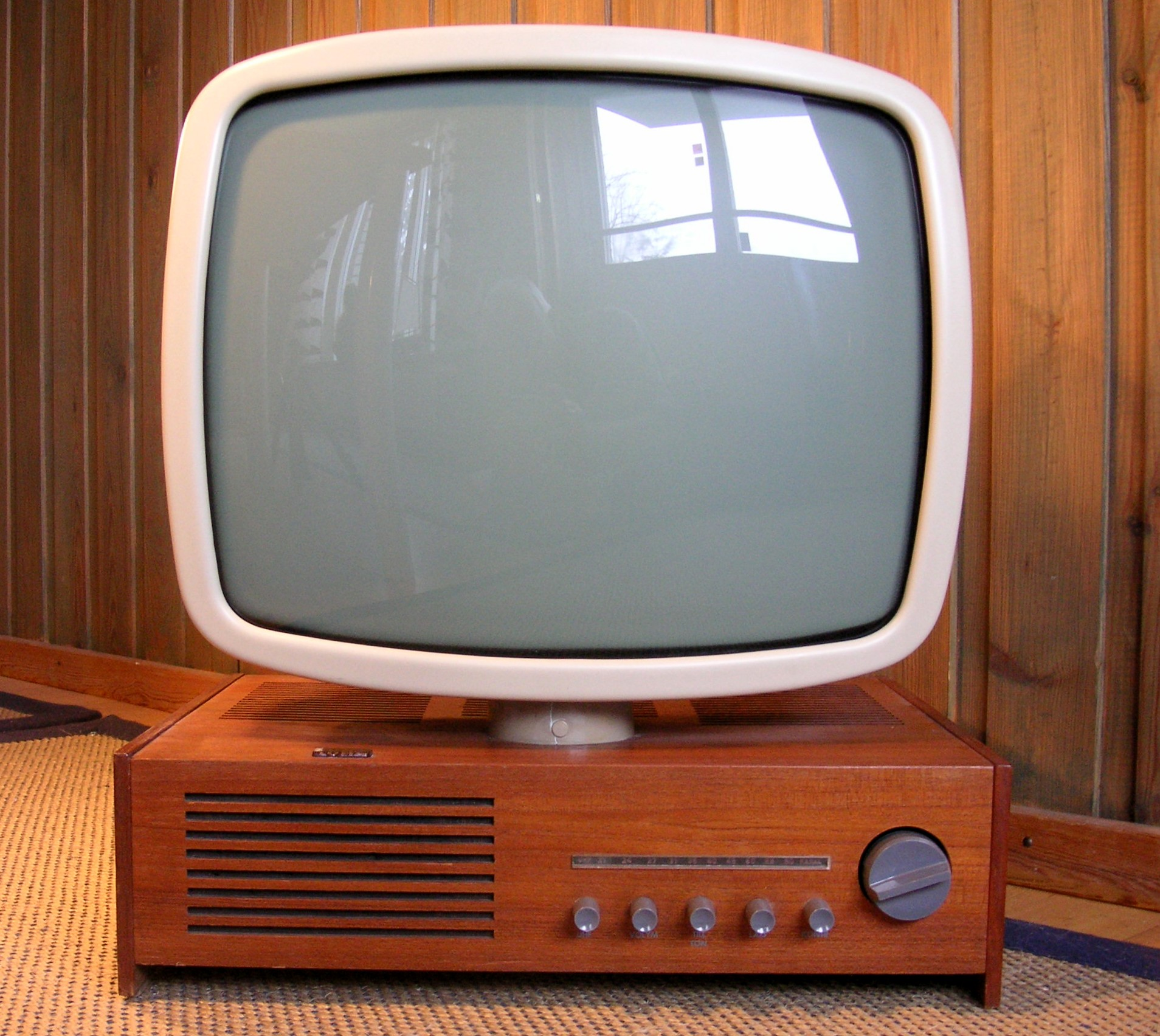
Designerski, szwedzki telewizor Lumavision LT 104 z 1959
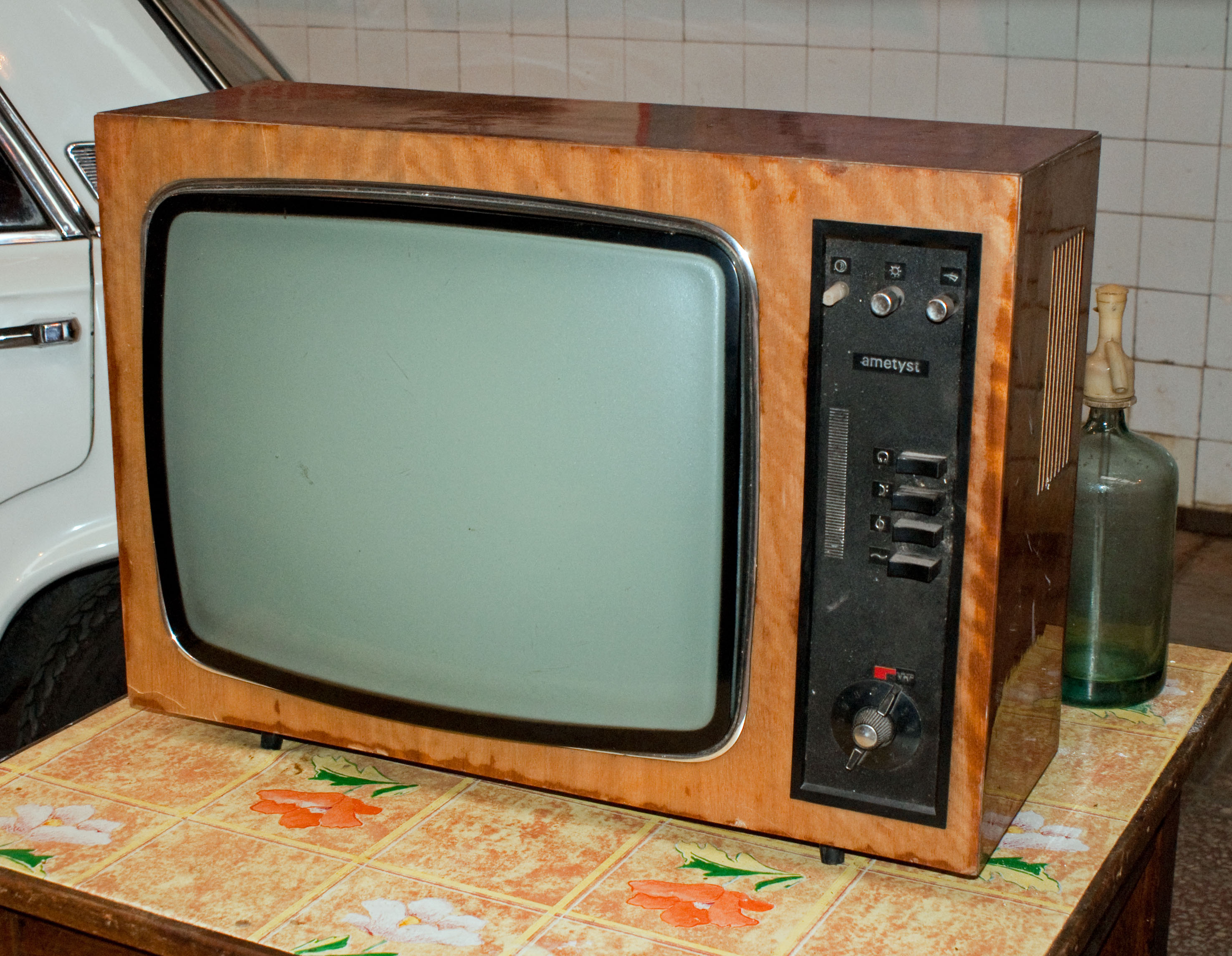
Polski telewizor Ametyst z lat siedemdziesiątych.
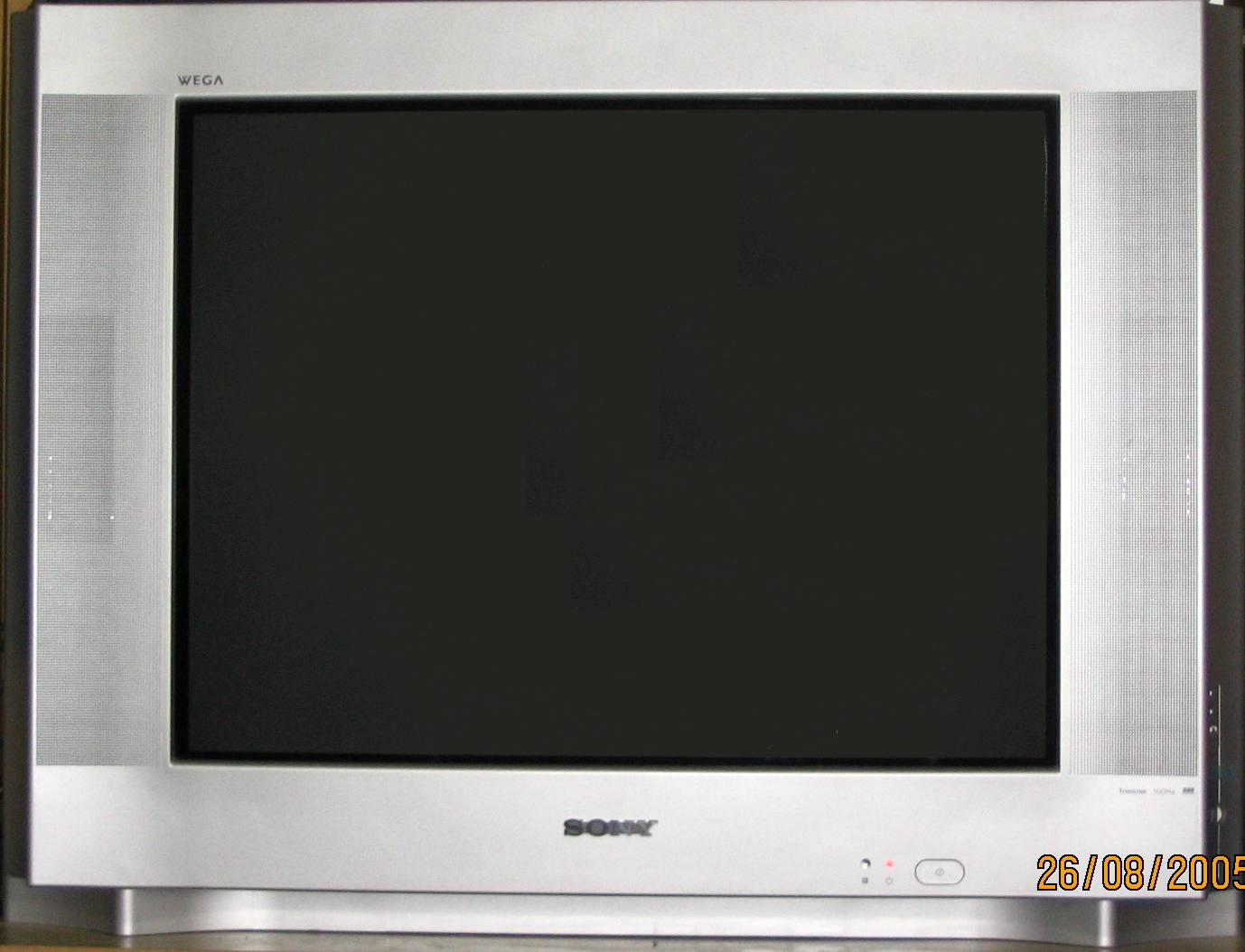
Telewizor kineskopowy
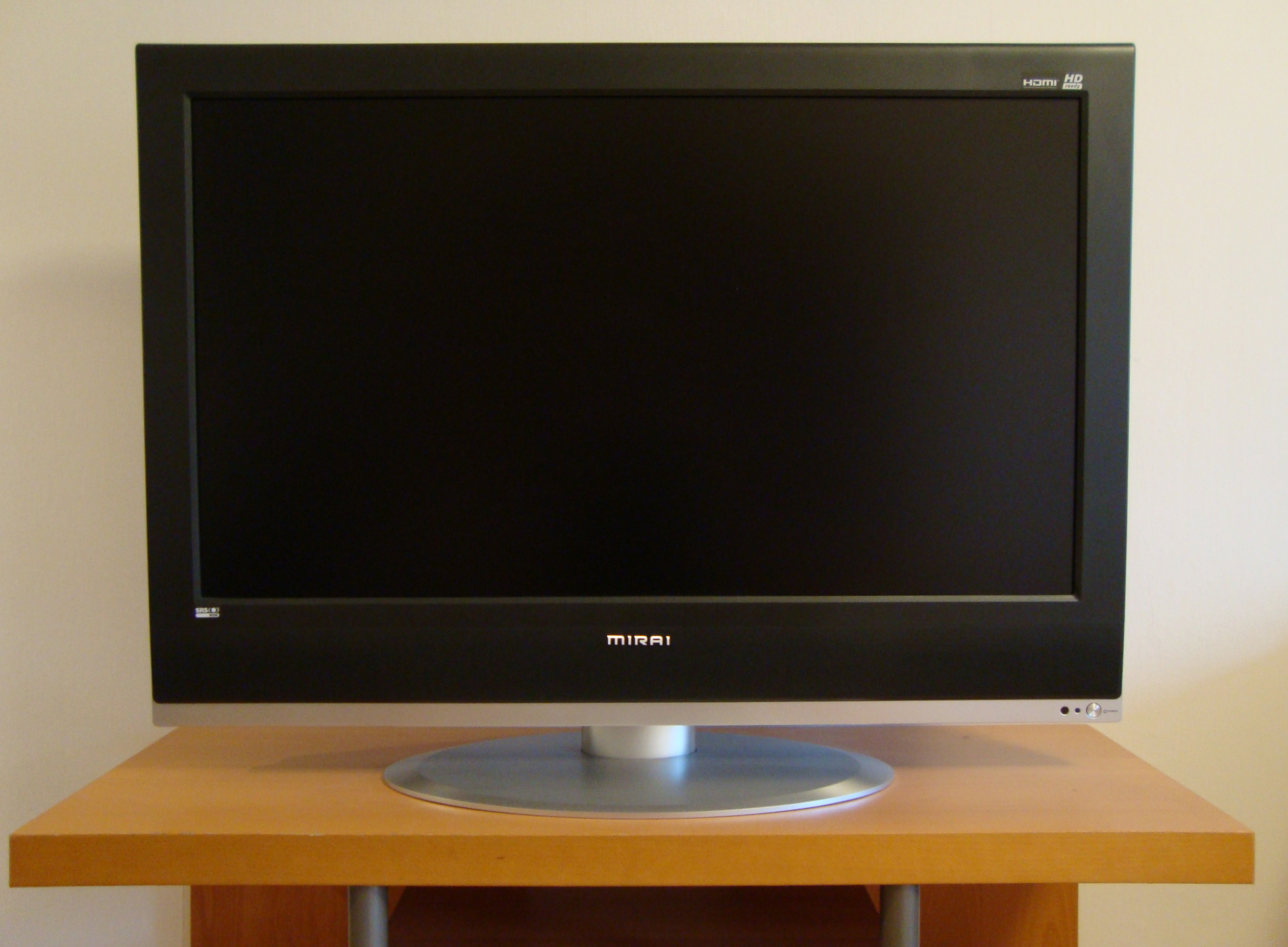
Telewizor LCD

## Polskie telewizory
- pierwsze modele
  - Wisła, Belweder, OT1782 – wariant Belwedera z ekranem 17", Wawel
- seria kamienie szlachetne
  - Beryl, Ametyst, Turkus, Szmaragd, Jantar (identyczne elektrycznie, różnice tylko w obudowach), Lazuryt, Klejnot, Nefryt, Topaz, Koral, Rubin (konstrukcja radziecka, ale wytwarzane również w Polsce), Opal, Granit
- seria kosmiczna
  - Helios, Jowisz, Neptun, Saturn – czarno-biały, Uran – czarno-biały, Biazet TMP 201 – przenośny, czarno-biały, 12", Biazet 2102 – kolorowy, 21", Elemis, Hermes
- inne
  - Tosca, Taurus